# دنی تورس (بازیکن فوتبال اسپانیا)
دنی تورس (انگلیسی: Dani Torres؛ زادهٔ ۱۴ فوریهٔ ۱۹۸۴) بازیکن فوتبال اهل اسپانیا است.